# Budak vára
Budak vára egy középkori várrom Horvátországban, a Lika-Zengg megyei Gospićhoz tartozó Mušaluk területén.

## Fekvése
A Gospićtól északra a Likai-mezőn fekvő Mušaluk falutól északra a 654 méteres Stari Budak nevű magaslaton találhatók maradványai.

## Története
A helyszínen egy torony maradványai láthatók, amelyet az emberek Bešića kulának neveznek. Ez a torony elhelyezkedése alapján megfelel Budak vár helyének, amelyet Glavinić zenggi püspök 1696-ban ismertetett a Likában végzett egyházlátogatása során. Glavinić a várat három emeletnyi magasságú torony alakú épületnek írja le, míg a később ittjárt Emilij Laszowski észrevette a vár platójának néhány fennmaradt falát is a keleti, nyugati és déli oldalon, amelyeknek legnagyobb vastagsága 2 méter volt. Laszowski a vár belsejében két ciszterna nyomait is megtalálta, valamint lőréseket is észrevett a falakon.
A vár építőit és tulajdonosait nem ismerjük. Talán az 1521-ben Podslunj faluban említett Čavlić családban kell keresnünk őket, amely települést ezen a területen a törökök előtt említenek, és amely vár alatt feküdhetett. A másik lehetséges birtokosa a Lagodušić család, akik a tágabb térségben voltak földtulajdonosok, és akik a közeli ispánsági vár jobbágyai közül emelkedtek a nemes családok közé.

## A vár mai állapota
A vár központi épülete a torony ma is megtalálható, átmérője 620 cm. A torony déli oldalán két lőrés maradt fenn. A torony északi részén kiugrások vehetől észre. Ezek a kiugrások képezhették a torony bejáratát. A toronytól keletre fekvő szétszórt köveken szórványosan vakolatmaradványok jelennek meg. A vakolat megjelenésének helyei egyetlen vonalban láthatók, ami jelezheti a Laszowski által látott védőfal nyomait. Ennek a falnak a létezését Ivan Kukuljević 19. században készített alaprajza is megerősíti. A Laszowski által említett állítólagos ciszternák ma már nem láthatók.